# Santuário da Senhora da Póvoa

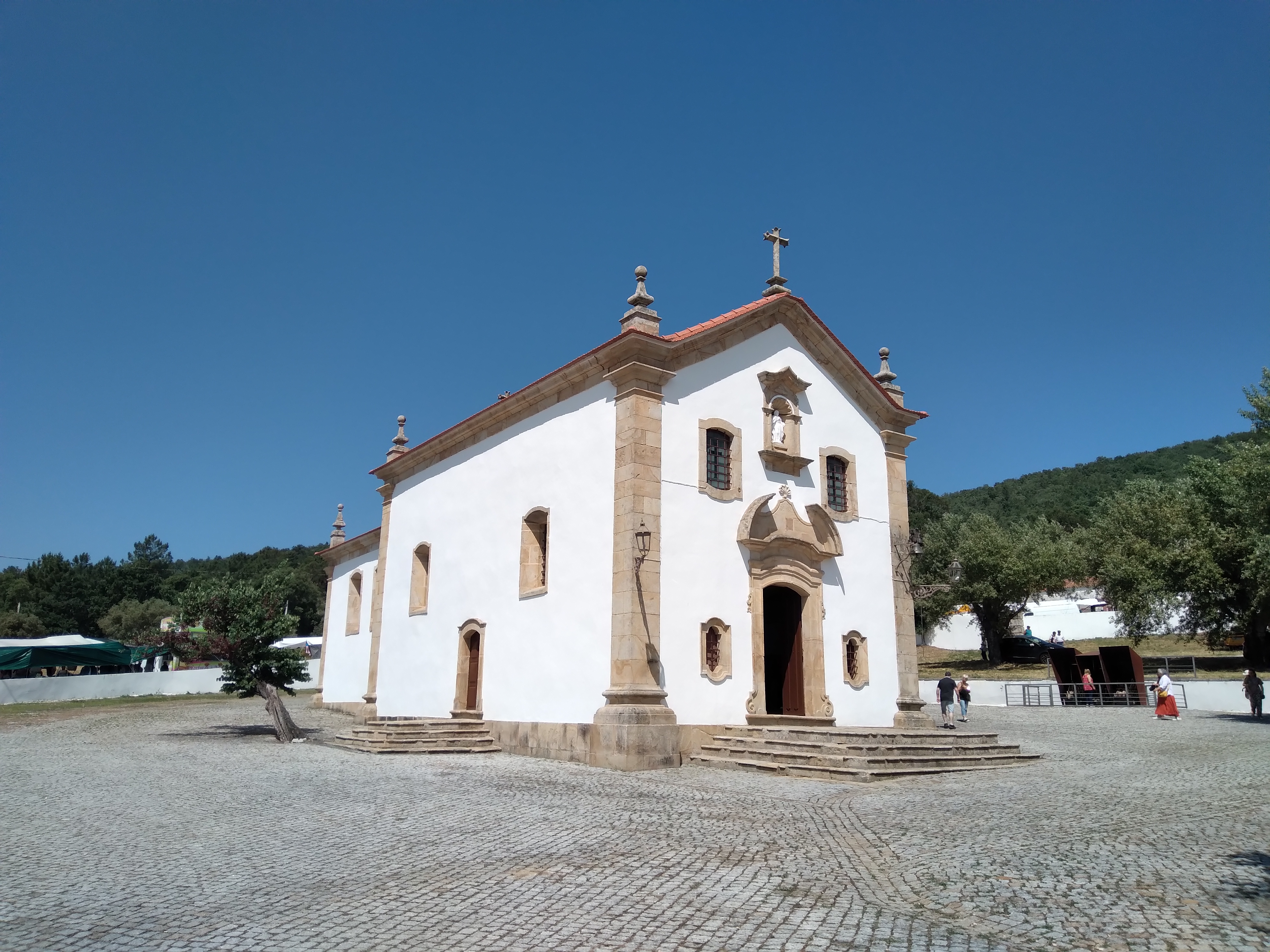
Santuário de Nossa Senhora da Póvoa

O Santuário da Senhora da Póvoa, ou Santuário de Nossa Senhora da Póvoa, localiza-se em Vale de Lobo, que em 1957 passou a chamar-se Vale da Senhora da Póvoa, no Município de Penamacor, Distrito de Castelo Branco, em Portugal.

## História
Constitui-se em uma capela, erguida no sopé da serra de Opa sob a invocação de Nossa Senhora da Póvoa. Não existem registos acerca da sua construção, mas tão somente uma lenda local.
A romaria, uma das mais concorridas das Beiras, tem lugar no domingo, segunda e terça-feira do Espírito Santo. A ela acorrem dezenas de milhares de romeiros. Noutros tempos, e ainda não muito afastados, o arraial, em dias de romaria, destacava-se pelas centenas de carros de bois, alegremente ornamentados com colchas de variadas cores, que, dispostas em arco, lembravam artísticos toucados. Com a concorrência dos automóveis quase desapareceu este quadro.
No entanto, a actual capela foi construida em 1784

## Lenda
Andavam dois pastorinhos, em tempo que não se pode precisar, a apascentar os seus rebanhos. Os cães que lhes serviam de proteção e auxílio, arremeteram subitamente contra um silvado que vicejava junto a uma fonte, hoje desaparecida.
Admirados e curiosos, os pastores seguiram os animais e encontraram, surpresos, entre as silvas, uma pequena imagem da Virgem Santíssima, que brilhava envolvida por uma auréola resplandecente. Maravilhados, correram à povoação a participar o caso. Não tardou que o povo organizasse uma procissão e conduzisse solenemente a radiante imagem para a Igreja da freguesia.
A Virgem imaculada, porém, como que querendo eternizar o aprazível lugar, desapareceu do templo, para pouco depois reaparecer no silvado. O povo, diante da vontade da Virgem Maria, resolveu construir-lhe uma pequena ermida no local do aparecimento, até que, em 1784, com o produto de avultadas esmolas que a Senhora recebia, se construiu a atual capela onde ainda hoje se venera a milagrosa Virgem Imaculada Senhora da Póvoa.